# Séisme de mars 2011 en Birmanie
Ne doit pas être confondu avec Séisme de mars 2011 au Yunnan.
Le séisme de 2011 en Birmanie  est un tremblement de terre dont la magnitude est estimée à 6,8 survenu à l'Est de la Birmanie, près de la frontière birmano-thaïlandaise.

## Bilan
Le bilan provisoire de cette catastrophe (25 mars 2011) était de 75 tués, et 150 blessés.